# Observatoire astronomique de Quito
L’observatoire astronomique de Quito en Équateur, qui dépend aujourd'hui de l'École polytechnique nationale, a été construit en 1873 à l'initiative du président Gabriel García Moreno
.
Il se trouve dans le parc La Alameda dans la capitale Quito. C'est un des premiers observatoires construits en Amérique du Sud, et le seul qui existe en Équateur.
Il abrite une lunette astronomique équatoriale de 24 cm construite par G. & S. Merz en 1875, un cercle méridien de 1889 ainsi que divers instruments de météorologie et géodésie.

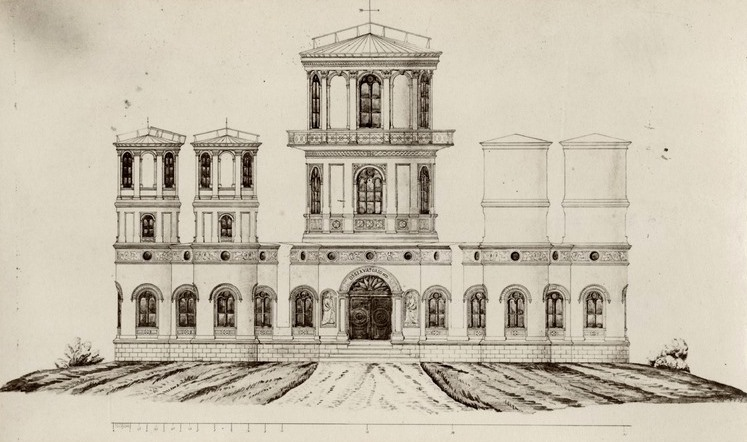
Observatoire astronomique de Quito (1873)

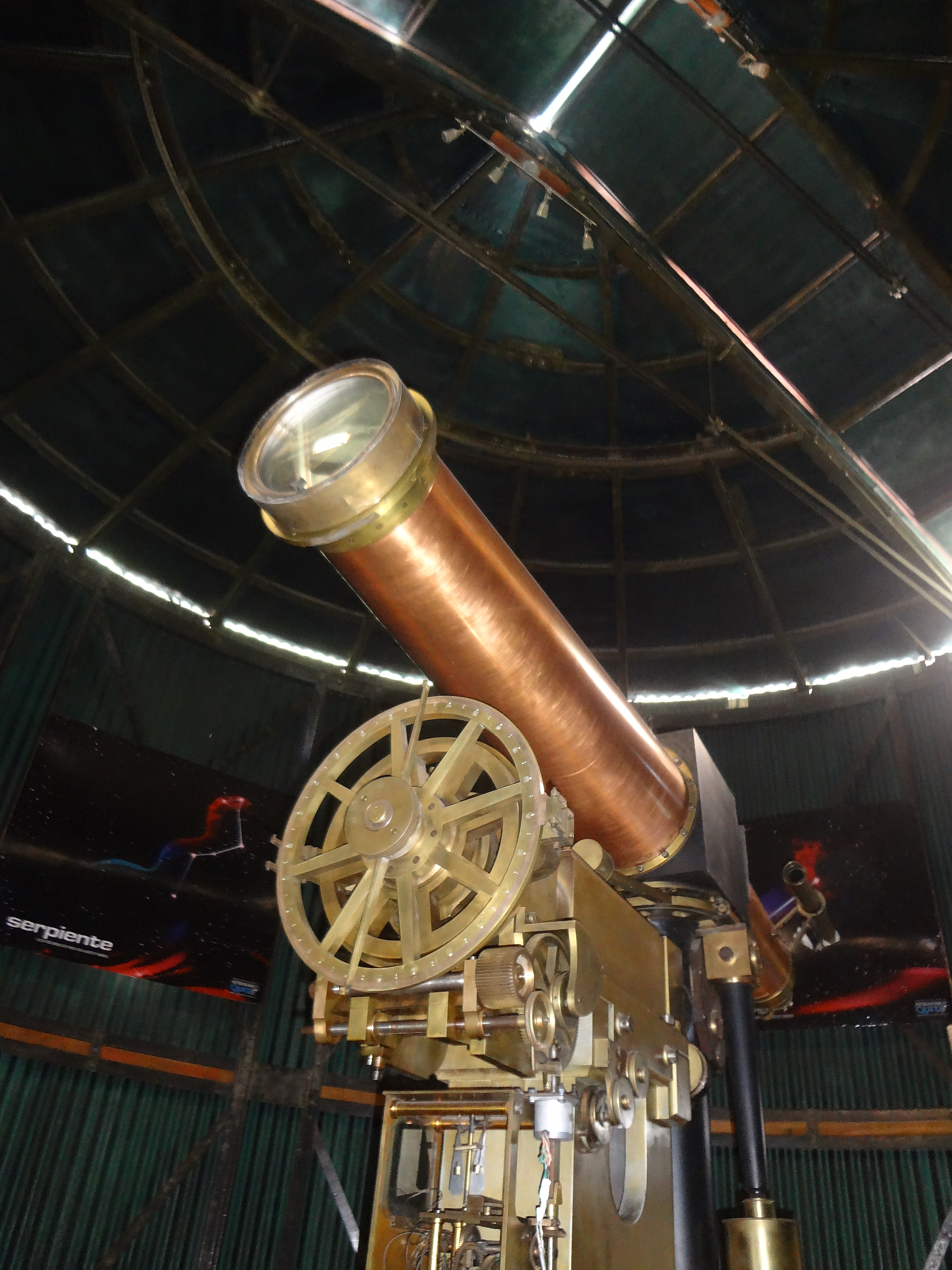
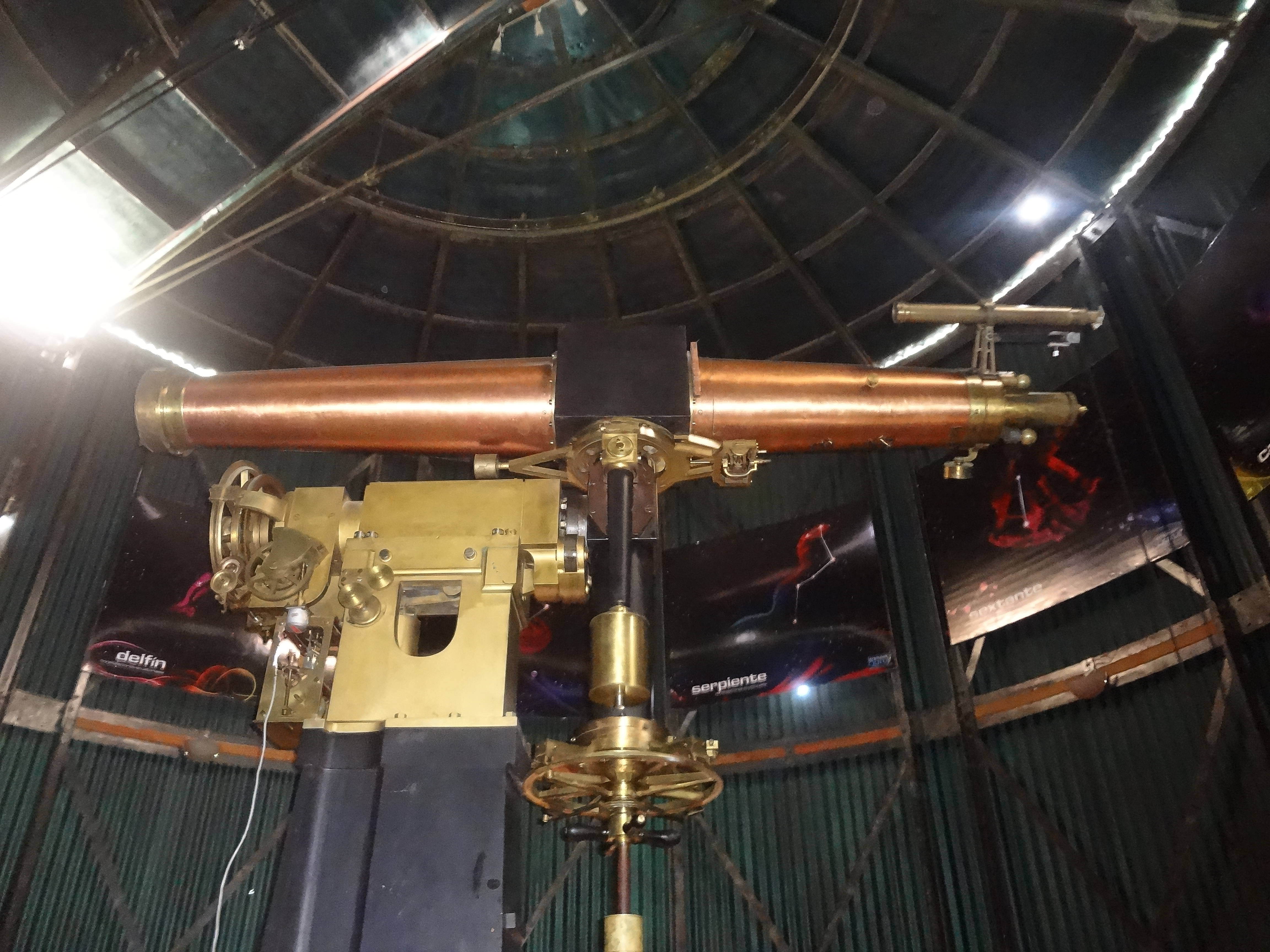
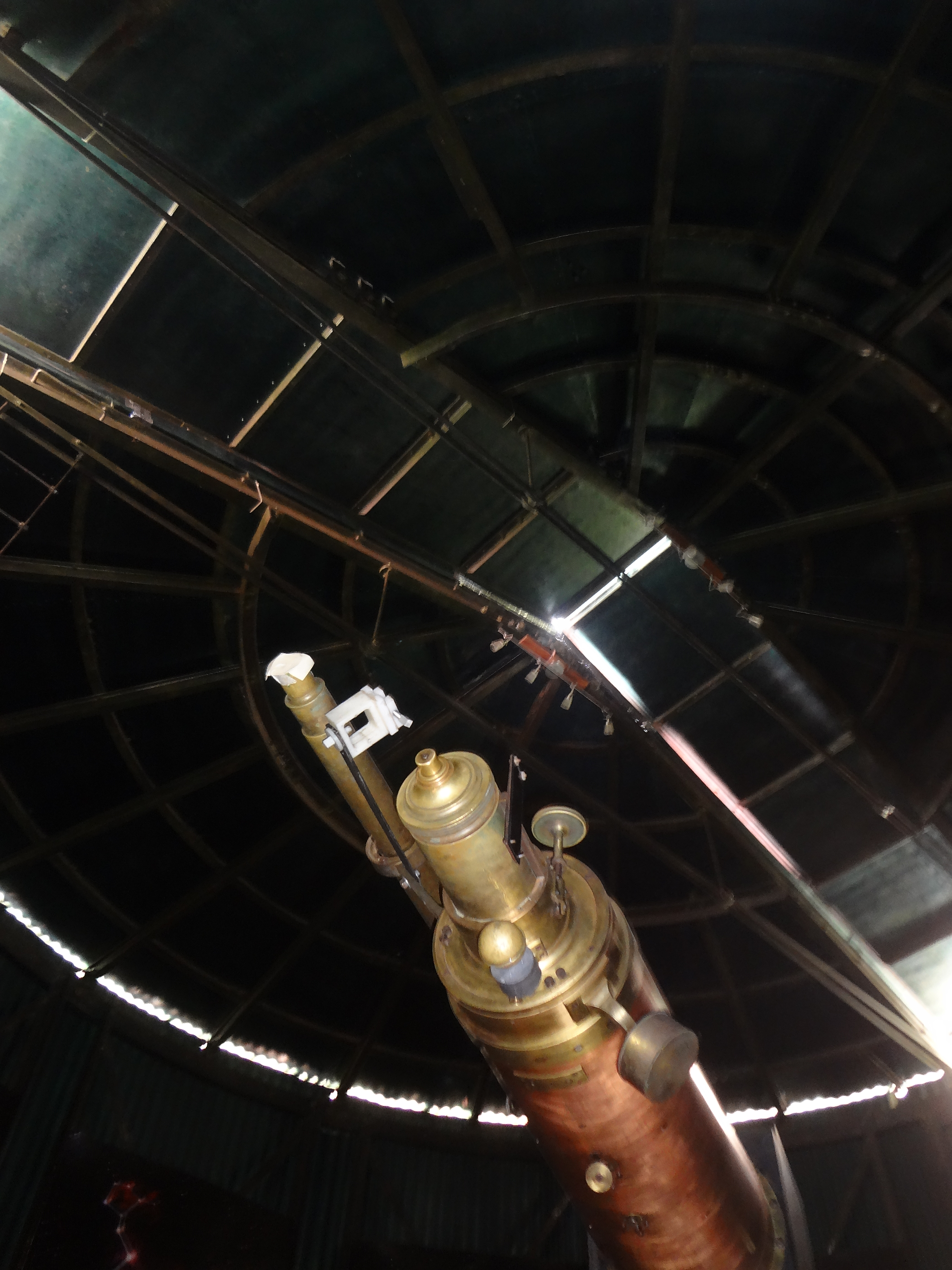
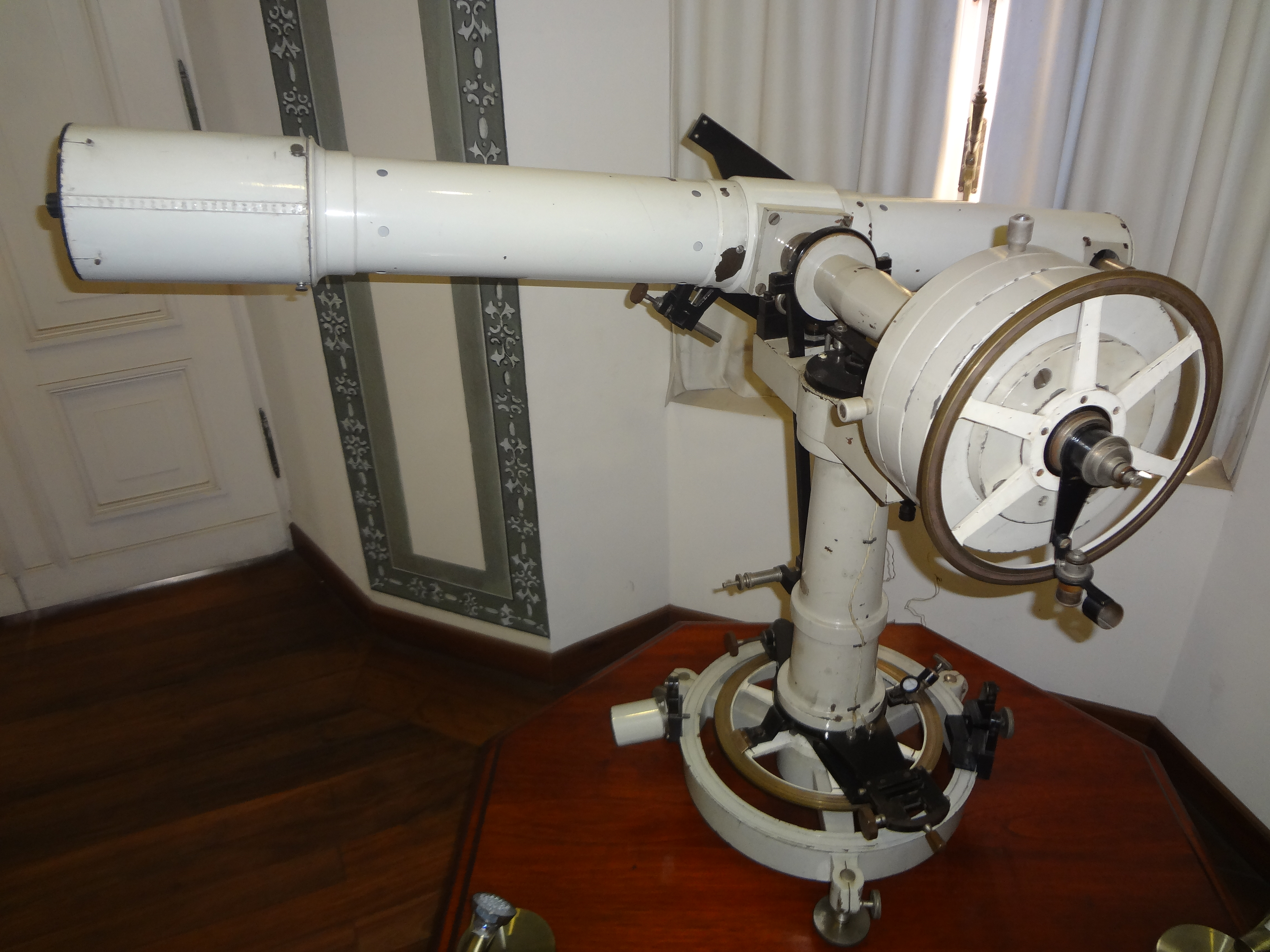
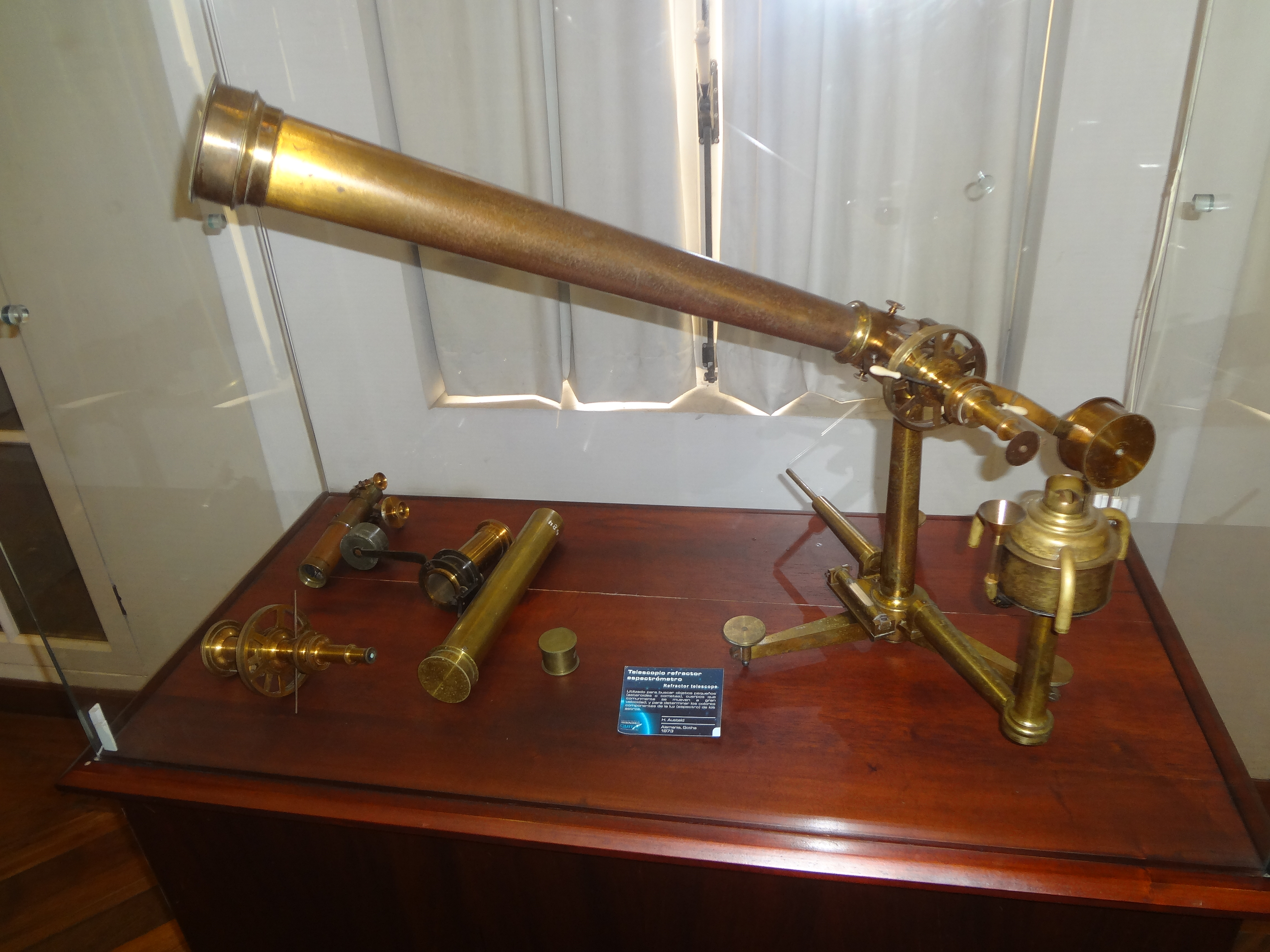
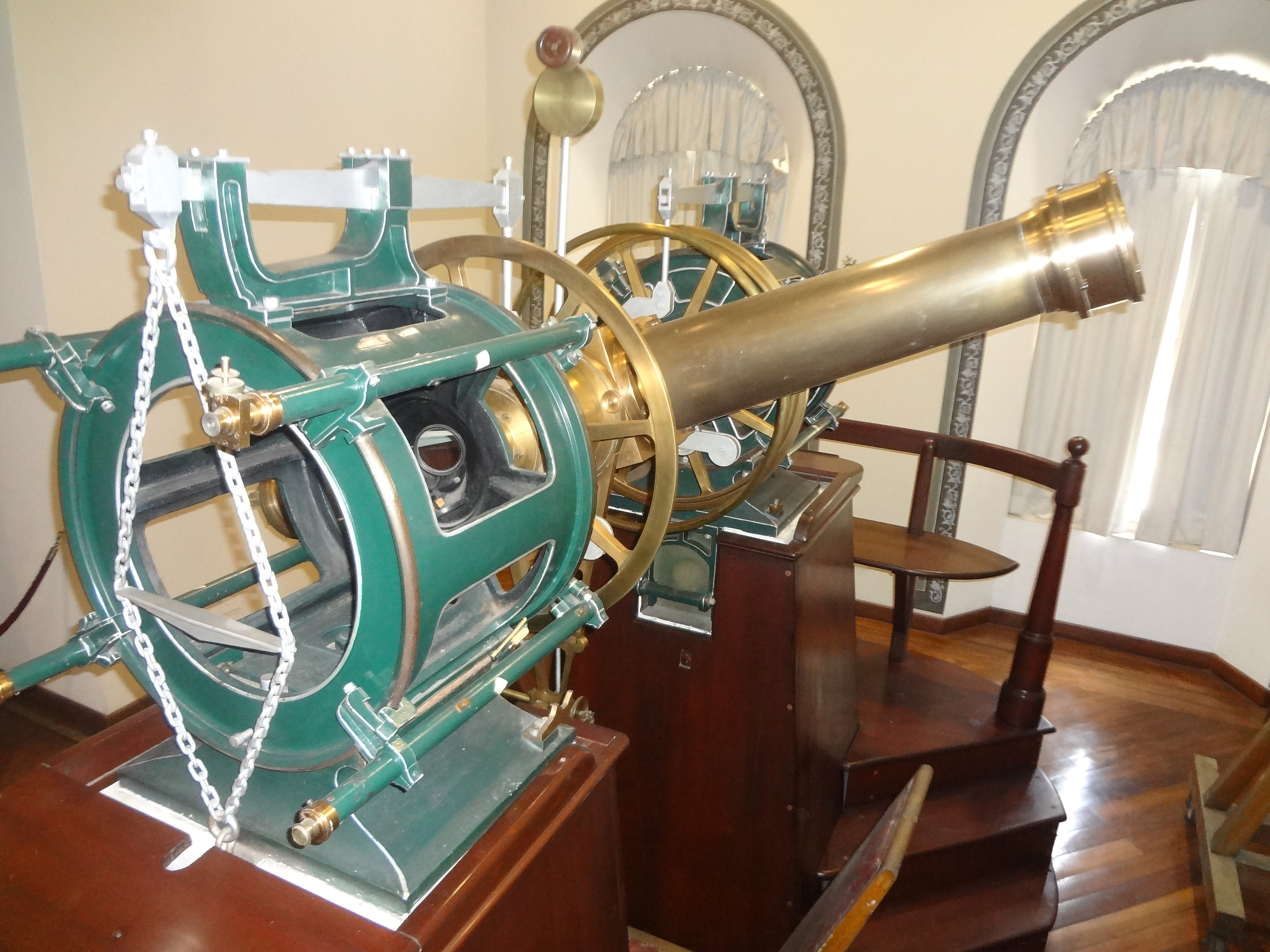
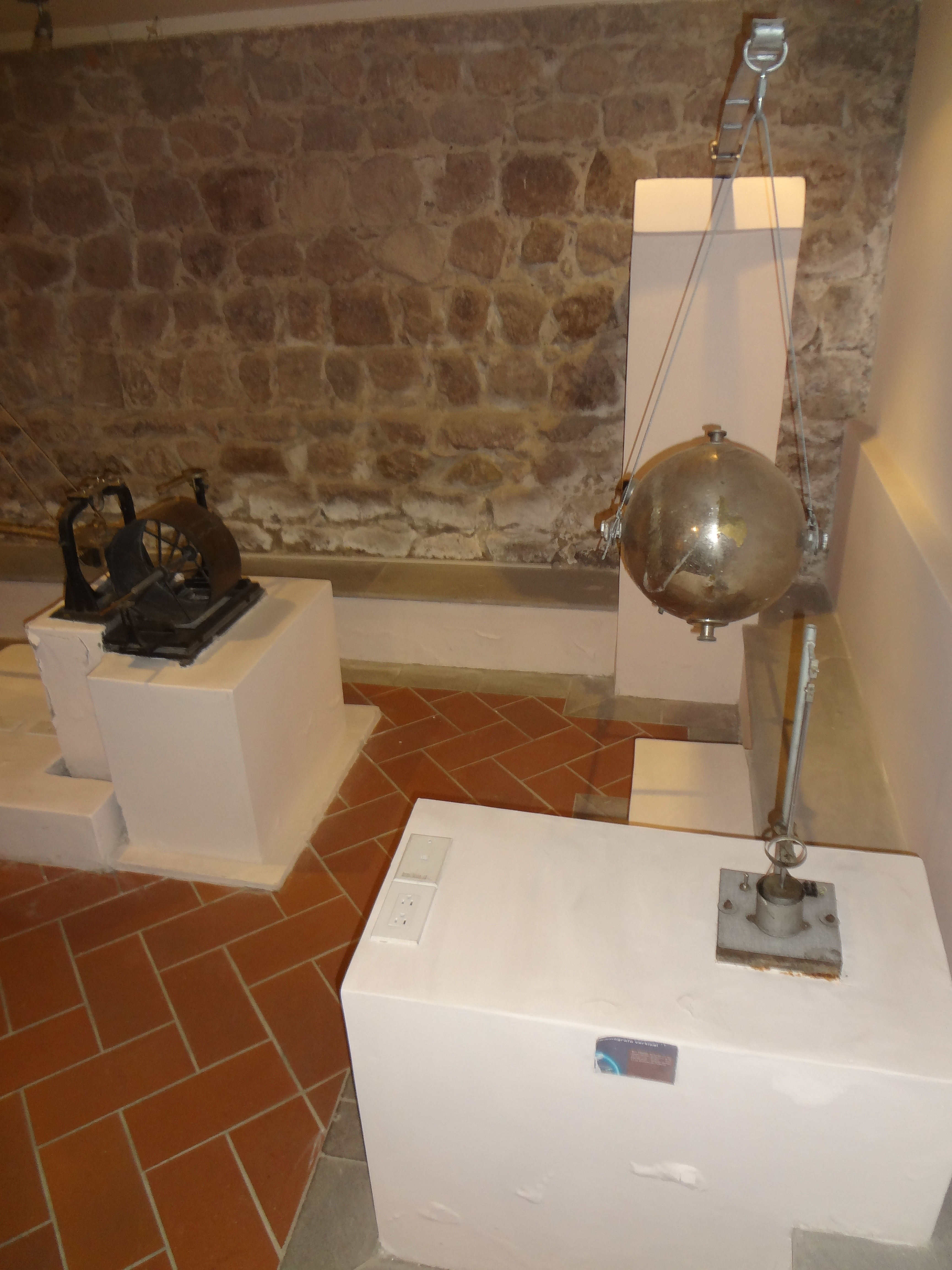
Ancien sismomètre
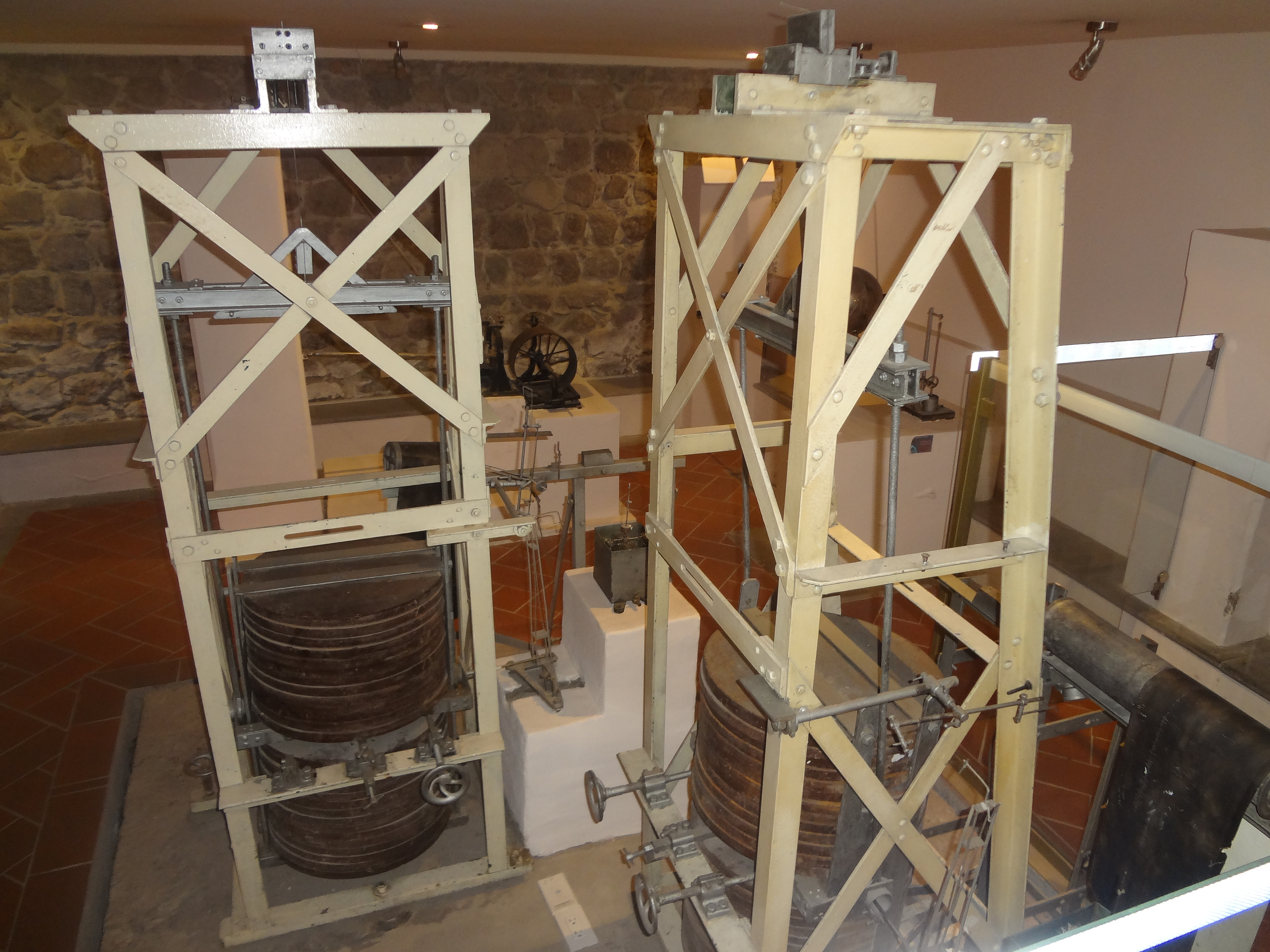
Ancien sismomètre